# Historique du Montpellier HSC en Coupe de France
Cette page présente l'ensemble des matchs en Coupe de France du Montpellier Hérault Sport Club depuis sa création en 1919 sous le nom de Stade Olympique Montpelliérain.
Le club a remporté à deux reprises cette épreuve : en 1929 et en 1990.
À noter que le club a subi des changements d'appellation au cours de son existence :
- Stade Olympique Montpelliérain ou Sports Olympiques Montpelliérains (SOM) entre 1919 et 1941 puis entre 1944 et 1970 ;
- Union des Sports Olympiques Montpelliérains (USOM) entre 1941 et 1944 ;
- Montpellier Littoral Sport Club (MLSC) entre 1970 et 1974 ;
- Montpellier la Paillade Sport Club Littoral (MPSCL) entre 1974 et 1976 ;
- Montpellier Paillade Sport Club (MPSC) entre 1976 et 1989 ;
- Montpellier Hérault Sport Club (MHSC) depuis 1989.

## Bilan
jusqu'à la saison 2023-2024 incluse :
- Participations : 106 sur 108 éditions. Le club montpelliérain n'a pas disputé les 2 premières éditions (1918, 1919) car il n'existait pas encore ;
- Vainqueur : 2 ;
- Battu en finale : 2 ;
- Éliminé en ½ finales : 5 ;
- Éliminé en ¼ finales : 8 ;
- Éliminé en 1/8es : 14 ;
- Éliminé en 1/16es : 28 ;
- Éliminé en 1/32es : 29 ;
- Éliminé avant les 1/32es : 13.

Nota : les 6 saisons de guerre (de 1939/40 à 1944/1945) sont comptées dans le nombre de participations (106) mais pas dans le détail des éliminations.
| Saisons | Titres | J | G | N | P | Bp | Bc | Diff |
| ------- | ------ | - | - | - | - | -- | -- | ---- |
| 106     | 2      |   |   |   |   |    |    |      |

## Sources et références
- Histoire du football à Montpellier : montpellierinteractif.com
- Football en France : footballenfrance.fr
- Archives en ligne du journal L'Éclair : archives.herault.fr

Références